# 청자 철채양각연판문 병
청자 철채양각연판문 병(靑磁 鐵彩陽刻蓮瓣文 甁)은 철채를 하고, 연꽃잎 무늬를 돋을새김한, 고려청자 병이다. 서울특별시 삼성미술관 Leeum에 있으며, 1990년 5월 21일 대한민국의 보물 제1038호로 지정되었다.
13세기 무렵 만들어진 표주박 모양의 작은 병으로 높이 8.1cm, 아가리 지름 0.7cm, 밑지름 2.7cm이다. 병의 윗 부분은 길쭉한 마름모꼴이고, 바닥 쪽에 연꽃 무늬가 양각되어 있다.

## 개요
13세기경 만들어진 고려 청자병으로 높이 8.1cm, 아가리 지름 0.7cm, 밑지름 2.7cm이다.
표주박 형태의 작은 병으로 윗부분은 양감이 없이 길쭉한 마름모꼴이며, 아래쪽 몸통은 원형에 가깝다. 유약은 미세한 기포가 있고 투명하며, 철채가 된 부분은 흑갈색을 띤다. 아가리에는 철채를 두르고 상부 전면에 큼직한 풀잎무늬를 양각하였으며, 돌출부에 철채를 바르고 위쪽 하단에도 역시 구슬 문양을 양각하고 돌출부에 철채를 입혔다. 아래쪽 몸통 전면에는 연꽃무늬를 새겼다. 바닥은 *형의 기호가 있으며 가운데 ‘宮’자가 음각 되었다.
이 병은 형태나 크기가 흔하지 않을 뿐 아니라 양각에 철채를 하여 주목된다. 비록 소형 청자이나 그릇의 형태, 문양, 바닥의 글씨 등이 특이한 작품이다. 

## 같이 보기
- 고려청자

## 주해
1. ↑  철이 함유된 안료를 칠하는 기법이다.

## 참고 자료
- 청자 철채양각연판문 병 - 국가유산청 국가유산포털